# 黎乐民
黎乐民（1935年12月6日—），男，广东电白人，中国物理无机化学家，北京大学化学学院教授。

## 生平
1959年北京大学技术物理系毕业，1965年在该校技术物理系研究生毕业。1991年当选为中国科学院学部委员（院士）。